# Alessio Boni

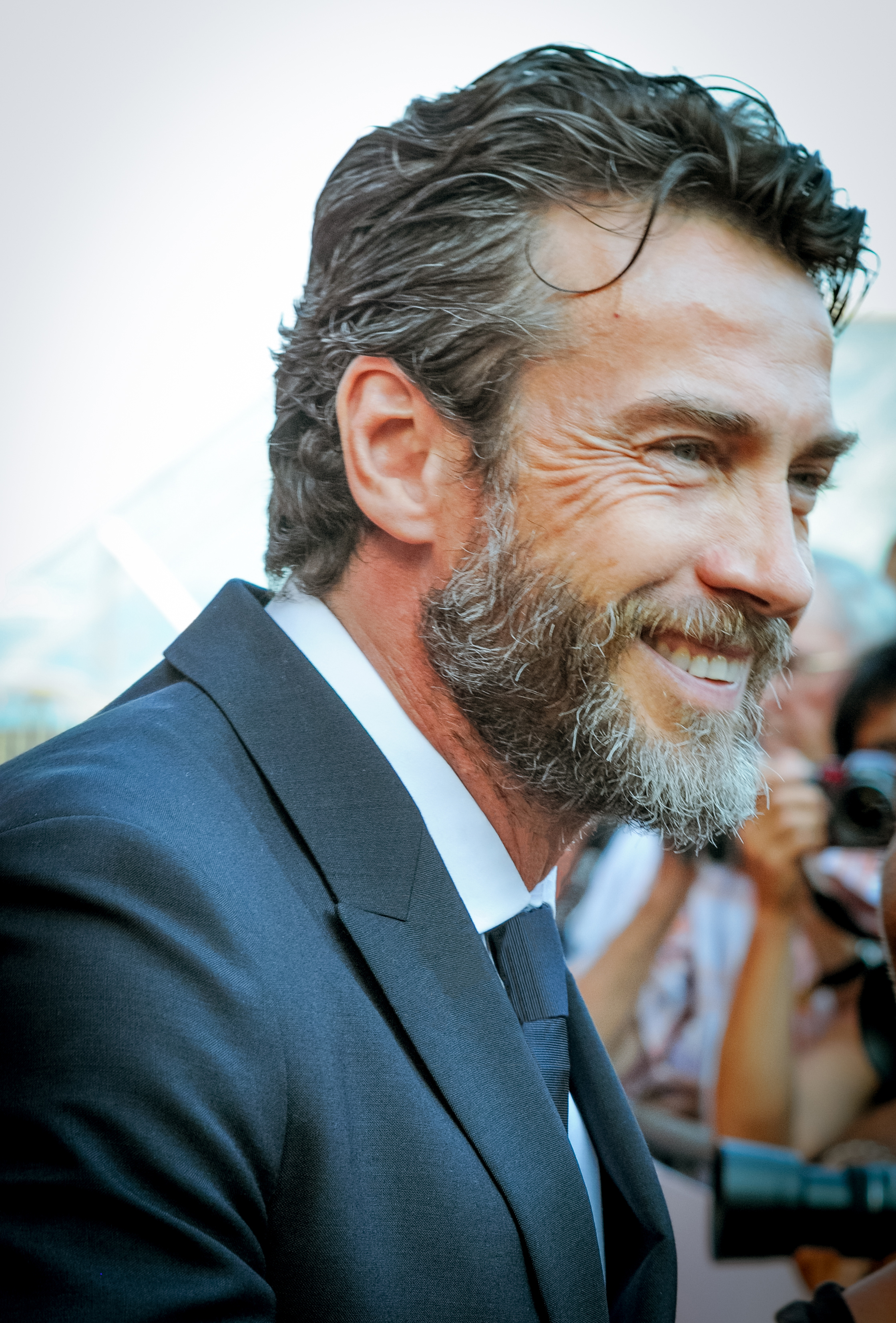
Alessio Boni, 2014

Alessio Boni (* 4. Juli 1966 in Sarnico) ist ein italienischer Theater- und Filmschauspieler.

## Leben
Boni schloss 1992 ein Schauspielstudium an der italienischen Schauspielakademie Accademia nazionale d’arte drammatica ab. Er begann 1988 als Schauspieler am Theater zu arbeiten und nahm danach Nebenrollen in Film- und Fernsehproduktionen an. Der Durchbruch gelang ihm 1998 mit einer Hauptrolle in dem Fernsehmehrteiler La Donna del Treno (deutsch: Die Frau im Zug). Mit der Hauptrolle in der Fernsehserie Incantesimo 3 konnte er seine Popularität in Italien weiter steigern. 2003 spielte er den Matteo in Marco Tullio Giordanas La meglio gioventù – Die besten Jahre. 2005 wirkte Alessio Boni in Cristina Comencinis La bestia nel cuore mit, der 2006 italienischer Wettbewerbsbeitrag für den Oscar als bester fremdsprachiger Film war.
2008 war er als Andreij Bolkonskij aus Krieg und Frieden in einer europäischen Gemeinschaftsproduktion zu sehen. Im gleichen Jahr kam der international erfolgreiche und preisgekrönte Film Caravaggio unter der Regie von Angelo Longoni ins Fernsehen, in dem Boni den Maler Michelangelo Merisi genannt Caravaggio spielt. In Cannes 2008 wurde Sanguepazzo von Giordana präsentiert. Anfang März 2009 lief in RAI Capitanis Zweiteiler Puccini. 2009 und 2010 ging er mit dem Stück Il Dio della Carneficina – Der Gott des Gemetzels von Yasmina Reza auf eine Tournee durch Italien. In dem 2007 gedrehten Film Complici del Silenzio über das Schicksal der Desaparceidos in Argentinien zur Zeit der Fußballweltmeisterschaft 1978, der 2009 in die Kinos kam, spielte er den italienischen Journalisten Maurizio Gallo. Ebenfalls 2009 spielte er den Prälaten Gerson in Stefania Sandrellis Film Christine Cristina über das Leben der Dichterin Cristina da Pizzano und übernahm eine Hauptrolle in dem Schweizer Film Sinestesia des Regisseurs Eric Bernasconi. Der verschrobene, tollpatschige Ornithologe Adriano in der 2. Staffel der Erfolgsserie Tutti pazzi per amore 2 2010 war seine erste komische Rolle. 2013 spielte er in der französischen Fernsehserie Odysseus den Titelhelden.
Boni ist mit zahlreichen italienischen Filmpreisen ausgezeichnet worden, u. a. 2010 mit dem Nastro Azzurro der 67. Filmfestspiele in Venedig.

## Filme (Auswahl)
- 1990: Tutti i giorni si (art. 28)
- 1992: Dove siete? Io sono qui
- 1992: Gioco perverso (Rai)
- 1999: Senza paura
- 1999: Maria, figlia del suo figlio
- 2000: La donna del treno
- 2000: Incantesimo 3 (Rai)
- 2001: L'uomo del vento (Rai)
- 2002: Il diario di Matilde Manzoni
- 2002: Vite a Perdere (Rai)
- 2002: L'altra donna (Rai)
- 2002: Der Kuss des Dracula (Il bacio di Dracula) (Fernsehfilm)
- 2003: Die besten Jahre (La meglio gioventù)
- 2004: La Caccia (Rai)
- 2004: Cime tempestose
- 2004: Non aver paura
- 2005: Die Bestie im Herzen (La bestia nel cuore)
- 2005: Quando sei nato non puoi più nasconderti
- 2006: Caravaggio
- 2006: Eiskalt — Arrivederci amore, ciao (Arrivederci amore, ciao)
- 2006: Viaggio segreto
- 2007: Complici del silenzio
- 2007: Sangue pazzo
- 2007: Krieg und Frieden (War and Peace)
- 2008: Puccini
- 2008: Rebecca, la prima moglie
- 2009: Christine Cristina
- 2009: Sinestesia – Die Kurve des Zufalls (Sinestesia)
- 2010: Tutti pazzi per amore 2
- 2010: The Tourist
- 2017: Der Nebelmann (La ragazza nella nebbia)
- 2018: Respiri
- 2019: Non sono un assasino
- 2019–2021: La compagnia del cigno (Fernsehserie, 24 Folgen)